# 月湖桥 (宁波)
29°52′4.169″N 121°32′22.132″E / 29.86782472°N 121.53948111°E
月湖桥又名湖心东桥，位于中国浙江省宁波市海曙区月湖花屿东南侧。月湖桥始建于宋元丰七年（1084年），现存建筑为清乾隆四十六年（1781年）修建。1981年12月，月湖桥被公布为海曙区文物保护单位。

## 历史
月湖桥的前身是一座北宋治平年间联通湖心岛上湖心寺和湖东的简易木桥。宋元丰七年，木桥改建成为名为湖心东桥的石拱桥。清朝乾隆四十六年，湖心东桥重建改成月湖桥，保留至今。

## 建筑风格
月湖桥是一座石拱桥，具有清代石桥的特点，桥身为条石叠砌，长15.7米，桥顶宽3.3米，桥堍宽5米。桥两个各有24级高10厘米的台阶，桥面中心石板设有一块直径为60厘米，刻有“玉堂富贵”字样带玉兰花图案的石板。桥两侧设有六个柱头带莲花雕刻的望柱。